# Неразчленимо просто изречение
Неразчленимо просто изречение се нарича такова просто изречение, в което е невъзможно да се открият подлог и сказуемо. Това са преди всичко изреченията, съдържащи само потвърждение („Да.“) или отрицание („Не.“). Такива са и някои въпросителни и възклицателни изречения, съставени само от една частица или междуметие: „Е?“, „О‑хо‑хо!“, „Джаста‑праста!“ и др.под.